# Bianca Del Balzo
Bianca Del Balzo di Caprigliano (19 dicembre 1996) è una pallamanista italiana, attualmente svincolata.

## Carriera
Originaria di Gallarate, gioca sin da piccola nelle giovanili della Pallamano femminile Cassano Magnago. Nel 2012, all'età di 15 anni, si trasferisce a Roma ed entra a far parte del progetto federale FIGH Futura, che costituisce in una squadra di giovani promesse della pallamano italiana da far crescere con l'obiettivo della qualificazione alle Olimpiadi di Rio 2016.
A settembre 2014 rientra al Cassano Magnago. Al termine dell'anno solare viene votata come miglior giovane del 2014 dagli allenatori italiani delle squadre di massima serie femminile, mentre nell'aprile 2017 viene votata come miglior pivot della Serie A. 
Nell'estate del 2018 passa alle polacche del Pogon Szczecin. Al termine della stagione torna in Italia, sempre al Cassano Magnago.
Nell'aprile 2021 vince il suo secondo premio individuale, venendo eletta come miglior giocatrice italiana della Serie A.

## Palmarès

### Individuale
- FIGH Awards:

Miglior giocatrice Under20 2014
Miglior pivot della Serie A 2017
Miglior giocatrice italiana 2021